# UNILAD
A UNILAD é uma empresa britânica de mídia na Internet e site de propriedade do LADbible Group. A empresa se comercializa como "uma plataforma primária para jovens para notícias de última hora e conteúdo viral relacionável", e tem escritórios em Londres e Manchester. A UNILAD foi fechada em 2012, mas foi relançada em 2014 sob os novos proprietários Liam Harrington e Sam Bentley. Desde então, a empresa se tornou uma rede de mídia que cria e licencia conteúdo original.
A empresa compreende seu canal principal, bem como oito subcanais especializados em tecnologia, viagens e outros tópicos. A página tinha 17 milhões de seguidores em 2016, com 2,7 bilhões de visualizações mensais de vídeos, perdendo apenas para o canal "Tasty" do BuzzFeed em visualizações. Em outubro de 2018, a UNILAD foi comprada pela LADbible.

## Criação e propriedade do site
Alex Partridge de Eastbourne e Jamie Street, um estudante da Universidade de Plymouth, criaram o site original. De acordo com um FAQ no site em 2010, o site foi "criado, projetado e escrito por Alex Partridge", então um estudante de 21 anos da Oxford Brookes University. Jamie Street, então estudante de web design na Universidade de Plymouth, administrou os aspectos técnicos do site, alegando que "não era responsável por escrever ou verificar o conteúdo publicado".
Em 2014, Liam Harrington e Sam Bentley adquiriram a propriedade da marca e herdaram sua página no Facebook.